# Carlos Marcello
Carlos Marcello (más néven Keresztapa) (Tunisz, 1910. február 6. – Metairie, Louisiana 1993. március 2. egy olasz-amerikai maffia tag, később vezető New Orleansban.

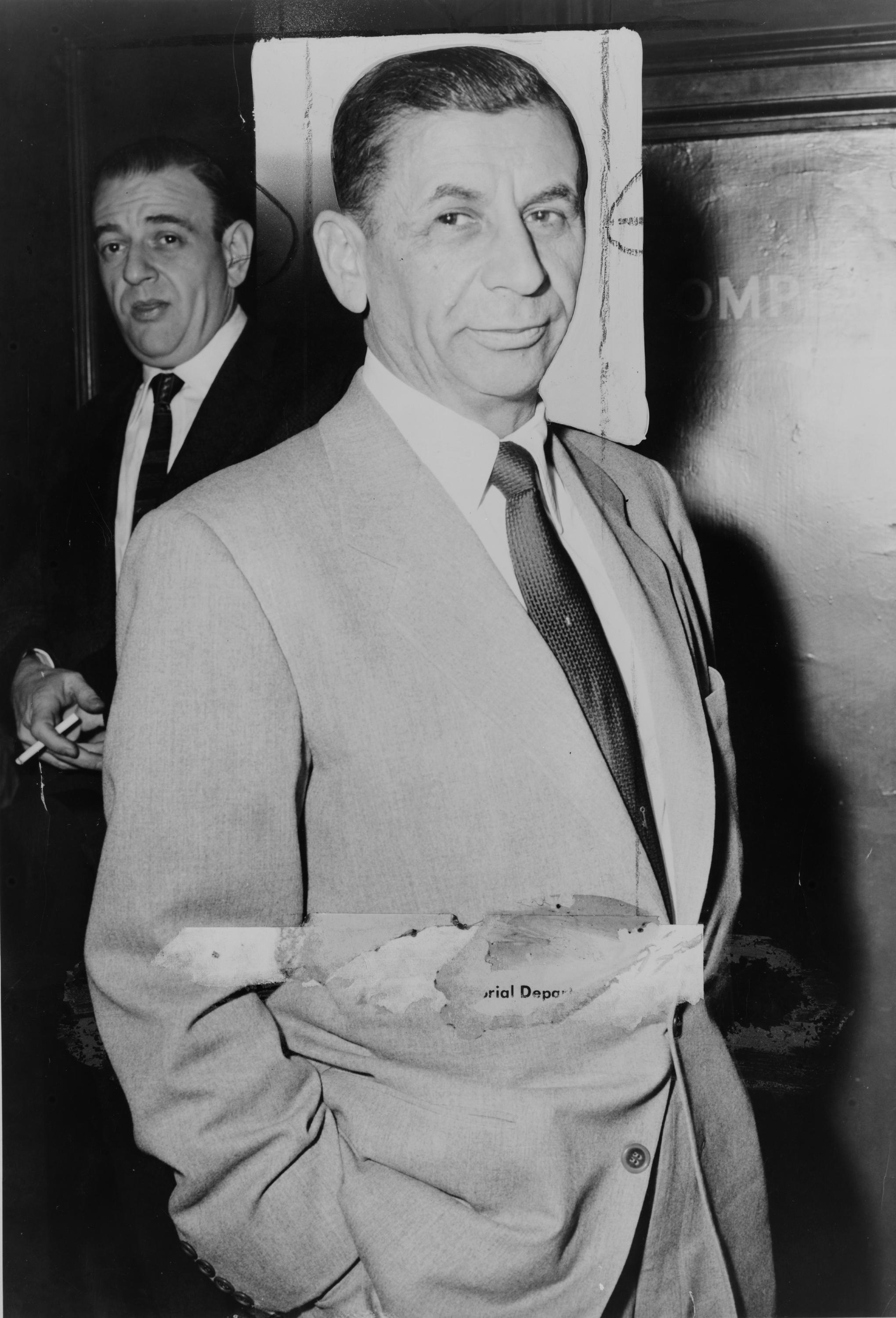
Meyer Lansky

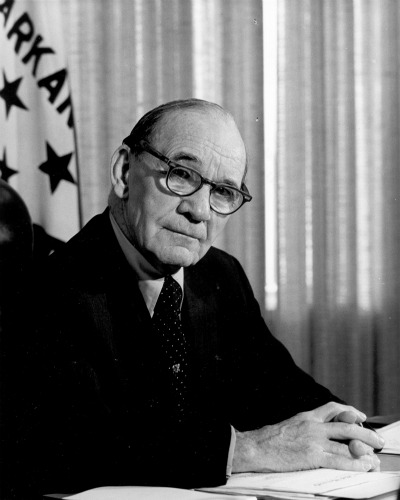
John L. McClellan

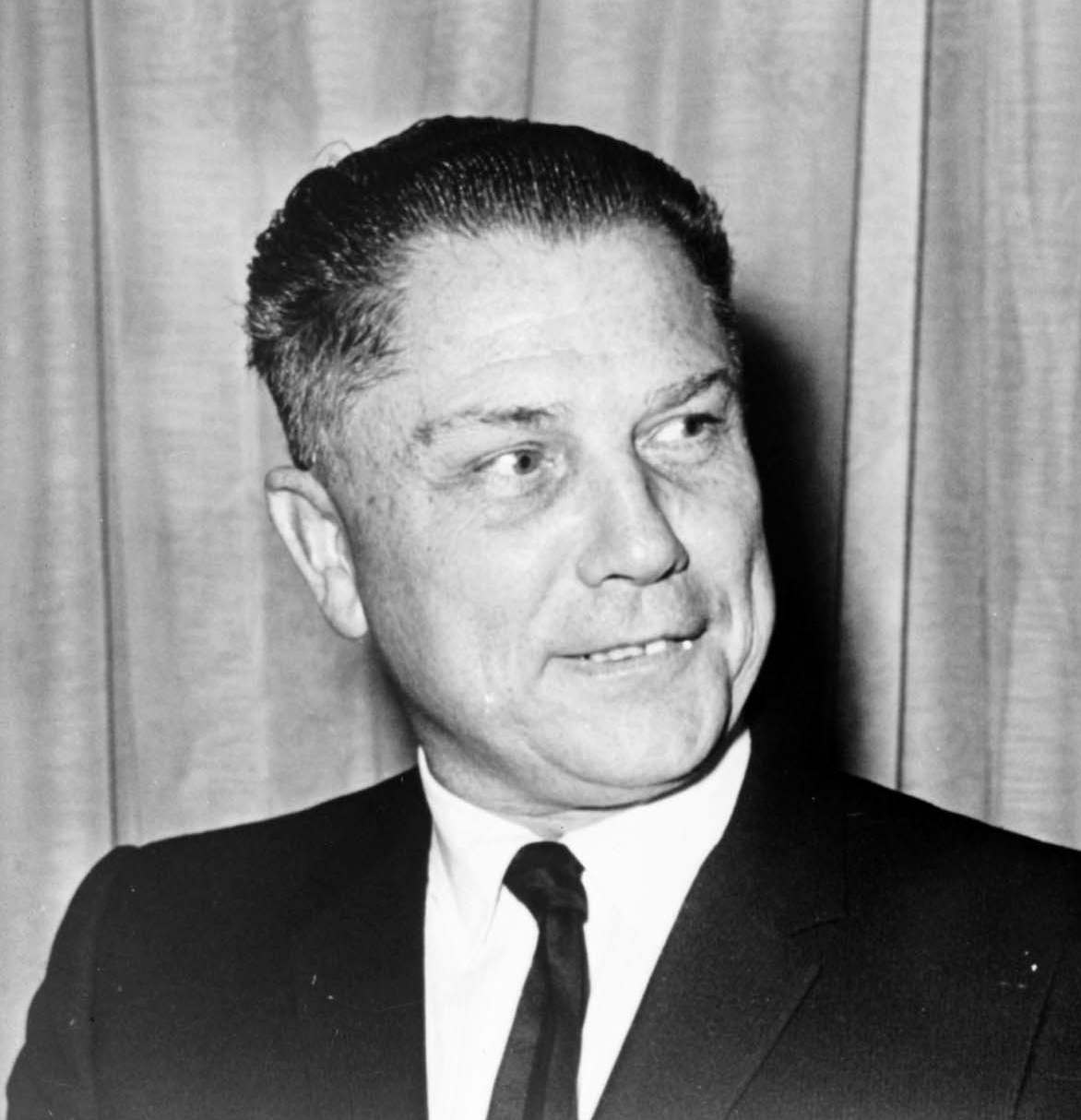
Jimmy Hoffa

## Élete
Carlos Marcello 1910. február 6-án született szicíliai szülőktől Tuniszban. Apja kivándorolt az Amerikai Egyesült Államokba, ahova felesége nemsokára követte tizenegy gyermekével. Carlos 14 évesen kimaradt az iskolából. Bankrablás miatt elítélték, de négy év után kiengedték. A börtön után bárokat, éttermeket, mulatókat vásárolt, de foglalkozott zenegépekkel, játékgépekkel is. 1938-ban letartóztatták tíz kilogramm marihuana eladásáért. Egy évi börtönre és 76 830 amerikai dollár pénzbüntetésre ítélték. Azonban mindössze 400 dollárt fizetett, és kilenc hónap múlva kiszabadult. Felemelkedését Frank Costello segítette. Később Costello és Meyer Lansky bevették egy közös játékkaszinó üzletbe is. Hamarosan ő irányította Costello szerencsejáték vállalkozásait. Erőszakos hírnevével, valamint lefizetett kapcsolataival kevesen mertek szembeszállni. 1947-ben átvette a louisianai maffia vezetését mint Keresztapa. Ezt a rangját harminc évig megtartotta.
1951-ben New Orleansban meghallgatáson kellett részt vennie. 152 kérdésnél hivatkozott az ötödik alkotmánymódosításra, amiért elítélték a Kongresszus megsértéséért. Fellebbezés folytán az ítéletet megsemmisítették.
1959. március 24-én ügyvédje tanácsára kénytelen volt megjelenni az Amerikai Egyesült Államok szenátusi különbizottsága előtt. A bizottság elnöke John L. McClellan arkansasi szenátor volt. Vezető jogtanácsosa Robert F. Kennedy, tagjai között volt John F. Kennedy massachusettsi, Barry Goldwater arizonai szenátor. A bizottság Carlos Marcello alvilági kapcsolataira, és a szervezett bűnözésben betöltött szerepére vonatkozó céltudatos kérdéseire megint az ötödik alkotmánymódosításra való hivatkozással nem válaszolt.
1960-ban, Marcello 500 000 dollárt adományozott Jimmy Hoffán, a teherautó-sofőrök szakszervezetének elnökén keresztül Richard Nixon választási kampányára.

## Kitoloncolása Guatemalába
1961. április 4-én Marcello bement a Bevándorlási és Idegenrendészeti Hivatalba, azt feltételezve, hogy csak egy rutineljárásról van szó. Ott kihallgatás nélkül őrizetbe vették, és Guatemalába szállították. Guatemalában sikerült új iratokat vásárolnia, és néhány héten belül már újra Churchill Farms-i birtokán volt. Miután visszatért, Marcello még jobban gyűlölte a Kennedy testvéreket.

## Elítélése
1981-ben, Marcellot, Charles E. Roemert és további három társukat perbe fogták összeesküvés, szervezett csalás, zsarolás, állami hivatalnokok megvesztegetésének vádjával. Marcellot és Roemert elítélték, a másik hármat felmentették. A bíró bizonyítottnak látta, hogy a korrupció a legmagasabb szintű állami kormányzathoz is elért.
1985-1986-ban nagyszabású nyomozás folyt CAMTEX néven (CArlos, Marcello, TEXas) Marcello ellen. Egy FBI által manipulált rádió segítségével mindent lehallgattak, és rögzítettek, ami a cellában elhangzott. Ebben segítségükre volt az egy cellában ülő Jack Van Laningham, aki az FBI informátora volt.

## Fordítás
Ez a szócikk részben vagy egészben  a   Carlos Marcello című angol Wikipédia-szócikk ezen változatának fordításán alapul.  Az eredeti cikk szerkesztőit annak laptörténete sorolja fel. Ez a jelzés csupán a megfogalmazás eredetét és a szerzői jogokat jelzi, nem szolgál a cikkben szereplő információk forrásmegjelöléseként.